# Srirāmpur
Srirāmpur är en ort i Indien.   Den ligger i distriktet Hugli och delstaten Västbengalen, i den östra delen av landet, 1 300 km sydost om huvudstaden New Delhi. Srirāmpur ligger 19 meter över havet och antalet invånare är 18 682.
Terrängen runt Srirāmpur är mycket platt. Runt Srirāmpur är det mycket tätbefolkat, med 1 517 invånare per kvadratkilometer. Närmaste större samhälle är Tarakeswar, 7,0 km söder om Srirāmpur. Trakten runt Srirāmpur består till största delen av jordbruksmark.